# Karnevalsverein
Ein Karnevalsverein (auch Faschings- oder Fastnachtsverein bzw. -gesellschaft oder -gemeinschaft) ist ein Zusammenschluss von Karnevalsjecken, der Veranstaltungen in Bezug auf Karneval bzw. Fassenacht oder Fastnacht organisiert und feiert.
In Köln unterscheidet man zwischen Komitee- und Korpsgesellschaften sowie stadtteilbezogenen „Veedelsvereinen“.

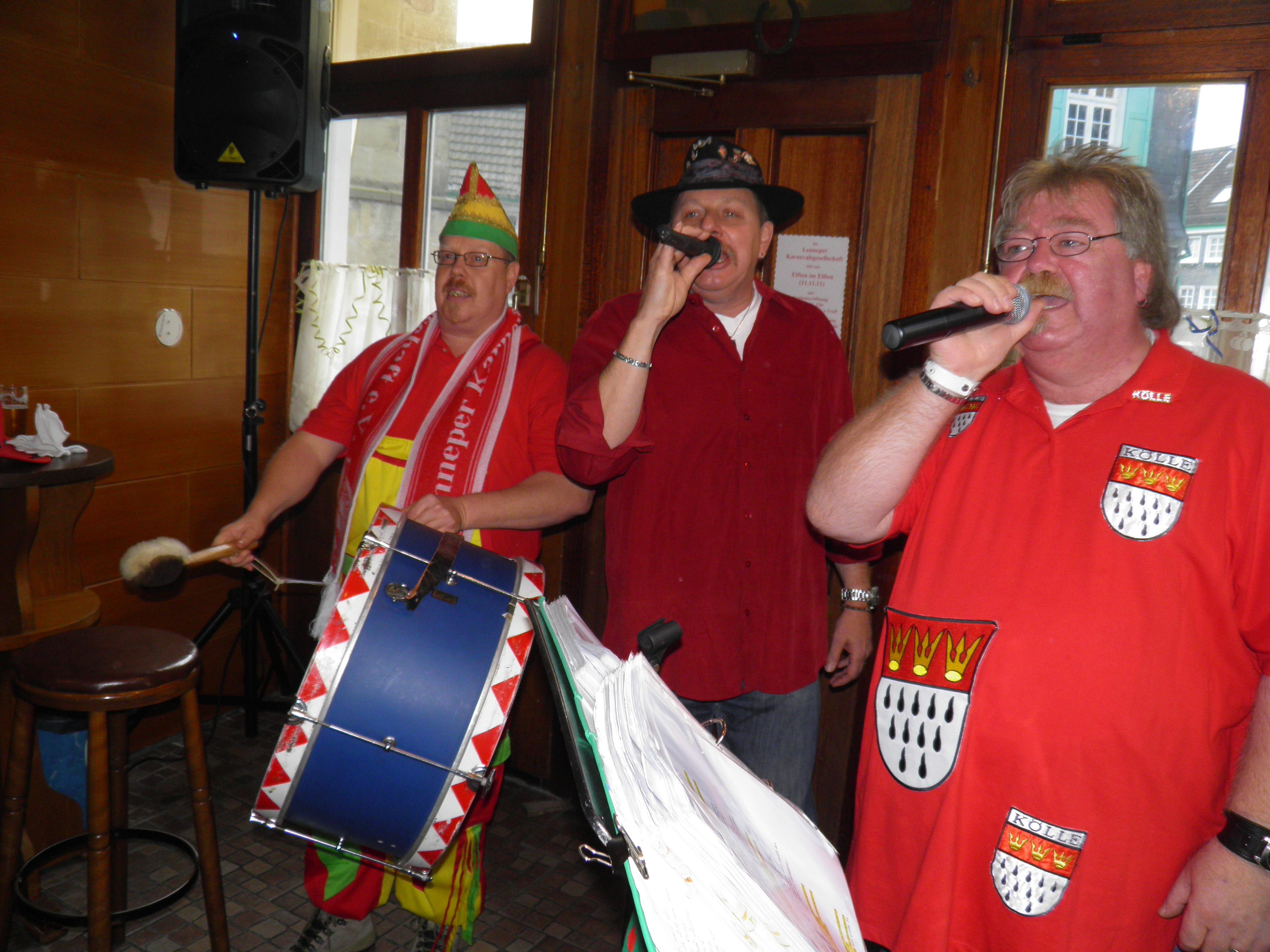
Sessionsauftakt bei der Lenneper Karnevalsgesellschaft mit Präsident Gunther Brockmann an der Trommel

Die Karnevalsvereine sind Veranstalter von Karnevalssitzungen. Außerdem organisieren sie die Karnevalsumzüge, den örtlichen Straßenkarneval, den Altweiberkarneval sowie gemeinschaftliche Besuche fremder Karnevalsveranstaltungen. Start in die Session ist jeweils der 11.11. um 11:11 Uhr. Dann feiern die Vereine den Beginn feuchtfröhlich und mit viel Musik auf öffentlichen Plätzen, in Restaurants oder Sälen.

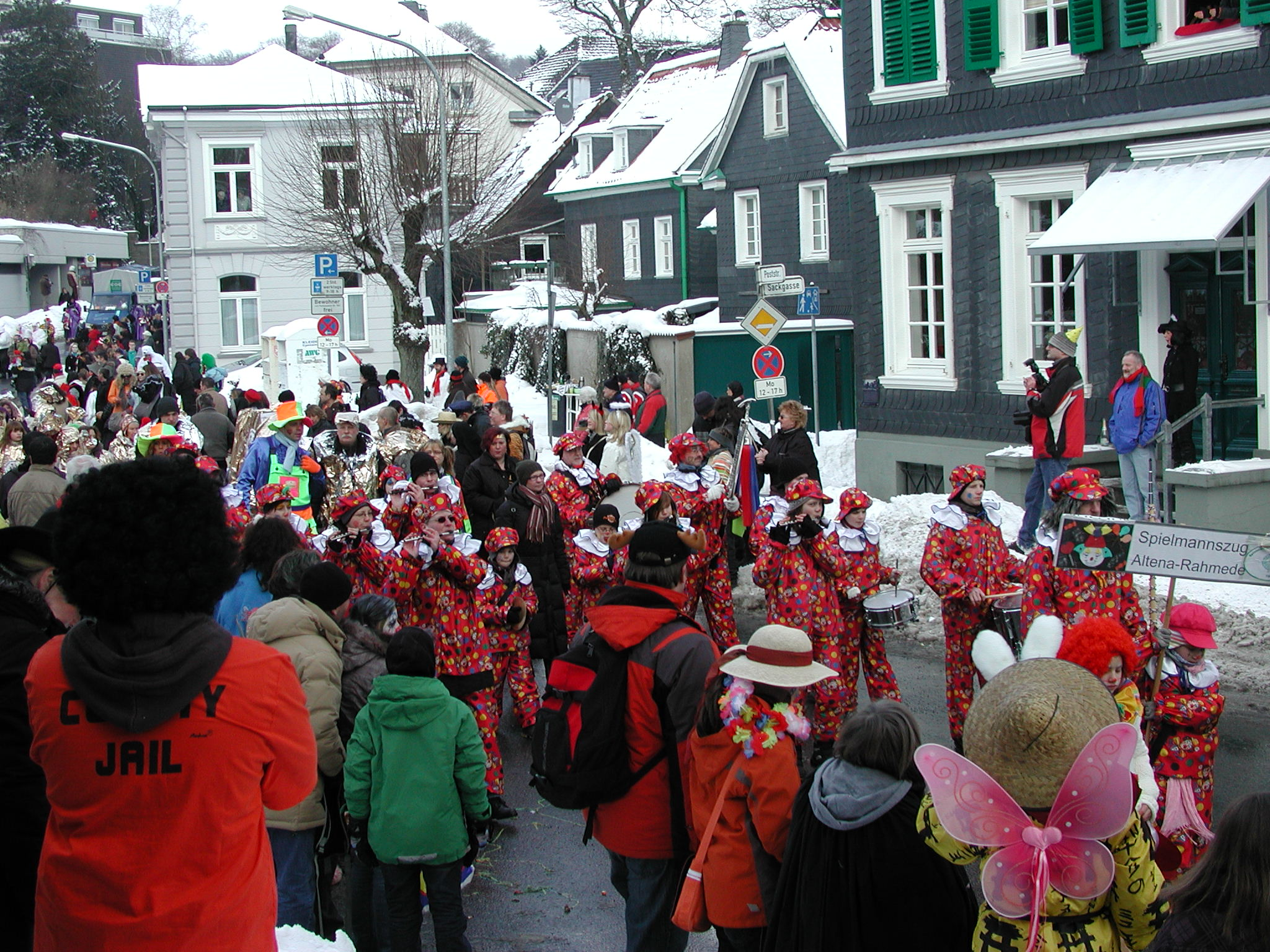
Umzug der Lenneper Karnevalsgesellschaft mit Straßenkarneval

Das Vereinsziel, die Pflege traditioneller Karnevalsbräuche, ist in Deutschland nach § 52 Abs. 2 AO als gemeinnützig anerkannt.
Im Jahr 1381 gründete Graf Adolf gemeinsam mit 35 Rittern und adligen Herren die Geselschap van den Gecken. die als erste Karnevalsgesellschaft betrachtet werden kann. Sie wählte aus ihrer Mitte einen König und sechs Rathsleute, die in der Karnevalszeit das närrische Regimente übernahmen. Bis Rosenmontag wurde sieben Tage lang Hof gehalten und Karnevalsdienstag gemeinsam der Gottesdienst besucht. Die Mitglieder mussten über das ganze Jahr ein Abzeichen tragen, das einen Narr zeigte – der erste Karnevalsorden. Wer dies vergaß, musste eine Geldstrafe zahlen, die Bedürftigen gespendet wurde. Die Karnevalsgesellschaft Kölner Narren-Zunft beruft sich in ihrer Tradition bis heute auf Graf Adolf.
Karnevalsvereine findet man vorwiegend im Rheinland und Westfalen, jedoch auch in anderen Gebieten und sogar im Ausland. Dachverbände von Karnevalsvereinen gibt es u. a. im Saarland, in Thüringen, Sachsen-Anhalt und Baden. 
Der offiziell anerkannte, älteste Fastnachtsverein Deutschlands ist der Fastnachtsverein Martinsrieth aus Sachsen-Anhalt. Dieser wurde im Jahr 1809 durch eine Drescherinnung gegründet. Höhepunkt der Fastnacht in Martinsrieth ist der traditionelle Umzug durchs Dorf mit dem anschließenden Frühschoppen in der Dorfschänke, bei dem jeder Haushalt ein Ständchen der Blaskapelle bekommt.
Die Ältesten unter den Kölner Korpsgesellschaften sind die Kölsche Funken rut-wieß vun 1823 e. V. – Rote Funken Köln, die bereits im Jahr 1823 beim ersten Rosenmontagszug teilnahmen. Als Vorbild dienten angeblich die in Rot-Weiß gekleideten schlechtesten Soldaten aller Zeiten, die Kölner Stadtsoldaten, die in den Jahren 1660 bis 1794 in der Domstadt ihren Dienst leisteten und deren Truppe von Napoleon aufgelöst wurde. Die Grosse von 1823 Karnevalsgesellschaft e. V. wurde im selben Jahr gegründet und ist die erste Kölner Traditionsgesellschaft. Da aus dieser viele Gesellschaften hervorgingen, wird diese auch als „Mutter aller Karnevalsgesellschaften“ genannt.
Der mitgliederstärkste Karnevalsverein in Deutschland ist seit Jahren mit etwa 1800 Mitgliedern der Karnevalsverein Dieburg 1838 e. V.